# Narcolepsie
 Mise en garde médicale
La narcolepsie ou « maladie de Gélineau » est un trouble du sommeil chronique ou dyssomnie rare. Les symptômes peuvent inclure un temps de sommeil excessif, une impression de fatigue extrême ou encore le fait de tomber en cataplexie involontairement à un moment non adapté, comme au travail, à l'école ou dans la rue.
Les patients atteints de narcolepsie souffrent habituellement de troubles nocturnes du sommeil et d'un temps de sommeil anormal, ce qui prête à confusion avec l'insomnie.
Lorsqu'un patient atteint de narcolepsie s'endort, il fait généralement l'expérience d'un sommeil paradoxal après une dizaine de minutes alors que la vaste majorité des individus n'atteignent le sommeil paradoxal qu'après 90 minutes. Par ailleurs, il survient lors du réveil un état confusionnel appelé « ivresse du sommeil » ; le patient ressent alors une grosse difficulté à émerger de son sommeil.
Un autre problème surgissant chez la plupart des patients atteints de narcolepsie est la cataplexie, une faiblesse musculaire soudaine ressentie lors d'une période d'émotions fortes. Durant cette période, des faiblesses musculaires allant d'un relâchement des muscles faciaux à peine perceptible à l'abandon de la mâchoire ou de la tête sont observés ainsi que des faiblesses aux genoux ou un effondrement total. Habituellement, le langage et la vision sont troublés (double vision, incapacité à se concentrer) mais l'ouïe et la conscience restent normales. Dans de rares cas, le corps entier peut se paralyser et les muscles devenir raides.
Il est associé à ce trouble du sommeil d'autres symptômes d'intensité variable : troubles de la mémoire, capacités psychomotrices ralenties, difficultés de concentration...
La narcolepsie est un trouble d'origine neurobiologique du sommeil. Elle n'est pas causée par des problèmes psychologiques. Une partie des narcolepsies semble liée à des anomalies génétiques affectant les facteurs biologiques spécifiques cérébraux. D'autres causes environnementales et/ou immunitaires (narcolepsie post-vaccinale) sont possibles, chez l'enfant notamment.

## Histoire et société

### Historique
La première observation clinique d'un cas de narcolepsie en a été faite en 1877 sous la forme d'un trouble de l'éveil chez une mère et son fils. Le médecin militaire français Jean-Baptiste Gélineau est le premier à en donner une description en 1880 dans la Gazette des Hôpitaux, créant ainsi le terme de « narcolepsie » (de νάρκη, νάρκωσις (narkê, narcosis) : « engourdissement », « somnolence », et de ληψις, ληπτικός (lepsis, lepticos) : « saisir », « prendre subitement »). Il observait, en effet, hors de son temps de travail, les curieux accès d'endormissements de son voisin. L'année suivante, en 1881, le Dr Gélineau publie l'ouvrage suivant : « Gélineau, Jean-Baptiste Edouard. De la narcolepsie, Imprimerie de Surgères, 1881 ». C'est dans cet ouvrage que le Dr Gélineau fait pour la première fois une description complète de la maladie, description beaucoup plus complète que dans l'article de trois pages publié l'année précédente dans la Gazette des Hôpitaux.

### Société
Les hypersomnolences et les accès de cataplexie peuvent être très handicapants. Ils peuvent réduire voire empêcher toute activité professionnelle ainsi que de nombreuses autres activités,. Les malades sont parfois amenés à un isolement social de plus en plus important. Il n'est pas rare que la narcolepsie soit alors associée à une dépression,.

#### Conduite automobile
Par ailleurs, ces hypersomnolences et ces accès de cataplexie font que, dans certains pays dont la France, la narcolepsie est inscrite sur la liste des maladies interdisant la conduite automobile. Il faut alors consulter la commission départementale des permis de conduire. En Suisse et en Belgique, en revanche, la conduite peut être autorisée par le médecin traitant si le niveau d'attention obtenu grâce à la médication est jugé satisfaisant. La capacité de gestion anticipée de ces troubles par le patient est également un facteur prépondérant dans la décision médicale d'autorisation à conduire. Cette décision médicale est généralement contrôlée tous les deux ans voire chaque année afin d'être sûr de l'efficacité toujours présente du traitement.

## Épidémiologie
La prévalence de la narcolepsie est estimée entre 2 et 3 pour 10 000 habitants en France, mais elle est sans doute sous-diagnostiquée (voir plus bas).
La narcolepsie touche un peu plus d'hommes que de femmes.
Il existe deux pics principaux d'apparition de la pathologie, un durant l'adolescence, un vers la quarantaine.
Au début du XXIe siècle, la prévalence semble varier suivant les pays, peut-être à cause de critères différents de définition de la maladie et/ou en raison d'une veille plus ou moins poussée. Dans les années 2000-2010, chaque année en France ce sont environ 900 nouveaux cas de narcolepsie qui sont déclarés, chez des adolescents ou des adultes jeunes la plupart du temps.

## Diagnostic
Cette forme d'hypersomnie semble sous-diagnostiquée notamment en pédiatrie (en France elle ne serait correctement diagnostiquée que chez un malade sur cinq seulement). Selon Michel Lecendreux (chef d'un service de pédiatrie/pathologies du sommeil de l’hôpital Robert-Debré) l'« âge médian d’apparition des symptômes est de 8-9 ans » mais le diagnostic est généralement bien plus tardif (8-12 ans après en moyenne).
Dans la population générale seuls environ 20 % des patients réellement atteints de narcolepsie seraient diagnostiqués.
Une étude montre que la narcolepsie est cependant dépistée de plus en plus jeune et de plus en plus rapidement[source insuffisante]grâce à l'évolution de la médecine et à la prise en charge des symptômes du jeune patient en multi-disciplinarité.
Le sous-diagnostic (et le manque de suivi qui en découle) ont au moins trois raisons :
1. le manque de formation des médecins sur le sommeil et ses pathologies (entre 2  et   3 heures seulement pour la totalité du cursus de formation universitaire de premier et deuxième cycles d'études médicales, en 2012) ;
2. le fait que de nombreux patients présentent des symptômes légers[réf. nécessaire]. Ils ne consultent dès lors pas et leur maladie n'est pas diagnostiquée ;
3. le diagnostic est parfois difficile. La cataplexie, qui est une perte brusque du tonus musculaire sans altération de la conscience, n'est pas un symptôme présent chez tous les patients atteints de narcolepsie. On retrouve une cataplexie chez 75 à 80 % des patients atteints de narcolepsie. Voici donc la différence entre un narcoleptique de type I (victime de cataplexie brutale) et de type II (atteint de faiblesse musculaire).

### Symptômes
Deux symptômes principaux qui, présents tous les deux, suffisent à eux seuls à diagnostiquer la maladie :
1. l'hypersomnolence ;
2. la cataplexie.

La présence seule de l'hypersomnolence demande des investigations plus poussées pour permettre le diagnostic définitif.
L'hypersomnie est constante, plusieurs autres symptômes ne le sont pas.

#### Hypersomnolence diurne
La caractéristique principale de la narcolepsie est une hypersomnolence diurne, due à des accès irrépressibles de sommeil survenant plusieurs fois par jour et durant de quelques secondes à 30 minutes.
La journée des patients atteints de narcolepsie est ponctuée ainsi d'alternances d'états de veille et d'accès de sommeil.
Elles se présentent parfois dans des situations délicates — file d'attente dans un magasin, voyage en train ou dans un transport en commun, activité au bureau… — voire dangereuses : traversée de la rue, conduite d'une auto ou d'une moto, utilisation d'un outil de bricolage ou professionnel, bain d'un bébé…
Ces fluctuations continuelles et importantes de la vigilance s'accompagnent de difficultés d'attention et parfois de troubles momentanés de la mémoire. Elles peuvent entraîner des automatismes : phrases absurdes, rangement d'objets dans des endroits insolites, pertes continuelles de clés ou de sacs à main, conduite d'une voiture dans un endroit imprévu, rêves éveillés inopinés et parfois compromettants, etc. Généralement, l'accès de sommeil est réparateur pendant une heure ou deux, puis survient un nouvel accès de sommeil.
Dans certains cas sévères, les accès de sommeil ne sont pas réparateurs et le patient atteint de narcolepsie est alors en permanence enfermé dans cette alternance handicapante, avec des phases de sommeil de durée variable (de quelques minutes à une heure environ) suivies de phases de veille elles-mêmes de quelques minutes à une ou deux heures, la durée cumulée du sommeil nocturne et des hypersomnies pouvant alors parfois atteindre une quinzaine d'heures par jour (dans la majorité des cas de narcolepsie, fort heureusement, elle ne dépasse pas une dizaine à une douzaine d'heures).
Au cours de l'année, le patient atteint de narcolepsie peut voir apparaître des moments de répit, avec une diminution du symptôme, de sa profondeur ou de sa fréquence. Moments de répit dont la durée en jours est très variable. Très fréquemment, le sommeil nocturne du patient atteint de narcolepsie est lui-même fragmenté avec des éveils fréquents.

#### Cataplexie
La cataplexie est une perte brusque du tonus musculaire sans altération de la conscience et survenant à un moment quelconque de la journée. Elle peut toucher quelques muscles seulement (chute de la tête, impossibilité d'articuler la mâchoire et donc de s'exprimer verbalement, dérobement des genoux, effondrement des épaules) ou être beaucoup plus globale entraînant la chute du malade au sol.
Ces épisodes sont typiquement déclenchés par une émotion : surprise, plaisir, rire ou colère. Le malade ne perd pas connaissance. Il est parfaitement éveillé, et ses perceptions sensorielles sont parfaitement conservées, mais il reste cependant incapable de réagir à toute stimulation. Seuls les muscles automatiques vitaux (notamment cœur, diaphragme et système digestif) et les yeux restent en activité. Tout le tonus musculaire nécessaire au maintien du corps a momentanément disparu. Le sentiment d'impuissance vécu par le malade en cataplexie est parfois la source d'une panique intérieure qui maintient la cataplexie. Généralement, la cataplexie ne prend fin que lorsque cesse l'émotion qui l'a causée ou qui la maintient. Mais, certaines cataplexies semblent survenir sans la présence d'une émotion.
Il ne faut pas confondre la cataplexie (diminution brutale du tonus musculaire) avec la catalepsie qui est un état de raideur musculaire.
La comparaison est parfois avancée que la cataplexie est la survenue d'un état quasi identique à l'état physique de la phase du sommeil paradoxal mais avec un état mental de veille. Lorsque cesse la cataplexie, le malade garde le souvenir de tout événement survenu au cours de son accès puisqu'il était parfaitement conscient. Les cataplexies ne sont pas aussi fréquentes que les hypersomnies. Certains patients atteints de narcolepsie ont une à plusieurs cataplexies par jour, certains une par semaine ou par mois ou par an ou durant toute leur vie. Et certains n'en ont jamais.

#### Hallucinations
Les hallucinations surviennent lors de l'éveil (« hypnopompiques ») ou lors de l'endormissement (« hypnagogiques »).
Elles peuvent être visuelles, auditives ou kinesthésiques (sensations de toucher ou de déplacement).
Elles peuvent être très effrayantes et les malades développent alors une véritable peur de se coucher.
Les hallucinations du patient atteint de narcolepsie ne se produisent pas hors des phases d'endormissement ou de réveil, et elles se distinguent clairement des hallucinations dont la cause est psychiatrique.
En effet, contrairement aux psychotiques, les narcoleptiques ne croient pas à ces "hallucinations", ils les "subissent" juste et parfois n'y prêtent plus attention. Elles se produisent car leur sommeil paradoxal est souvent déréglé (les individus narcoleptiques sont quasiment tout le temps en sommeil paradoxal avec des éveils fréquents). Ainsi, quand ils se réveillent (ou se couchent) le rêve se matérialise alors qu'ils ont encore les yeux ouverts (état proche de la "conscience modifiée" qu'on obtient en méditation). Ces images et sons qui se matérialisent sur la réalité sont donc bien des éléments de rêve, et non pas des hallucinations propres.
Les hallucinations des patients atteints de narcolepsie ont une fréquence très variable, leur survenue étant généralement assez espacée, à raison de rarement plus d'une par quinzaine ou par mois. Et leur durée se chiffre en général en secondes.
Toutefois, certains patients ont des "hallucinations" du sommeil toutes les nuits, ce qui favorise encore plus la fatigue et le sommeil non réparateur.

#### Paralysies du sommeil
Elles surviennent lors de l'endormissement ou du réveil du malade : la personne est consciente mentalement mais est dans l'impossibilité d'agir physiquement pendant plusieurs secondes à plusieurs minutes. La situation est identique à une cataplexie mais ici elle commence ou termine un sommeil. Les paralysies du sommeil sont de fréquence très variable (parfois absentes) dans la vie du malade, comme les cataplexies. Des paralysies du sommeil peuvent se produire simultanément à des hallucinations hypnagogiques ou hypnopompiques, produisant alors un état d'angoisse profond et extrêmement traumatisant, avec des attaques de panique d'autant plus sévères que tout mouvement est impossible.
C'est souvent à la suite de telles « crises » que certains malades pensent avoir été « en contact avec des esprits », notamment parce qu'ils avaient la sensation d'une « présence » (situation assez fréquente dans les hallucinations, qu'elles soient d'origines neurologique comme psychiatriques).
La durée d'une paralysie du sommeil se chiffre généralement en secondes et dépasse rarement deux ou trois minutes.

### Histoire de la maladie
Comme beaucoup de maladies rares, la maladie est parfois très tardivement diagnostiquée, parfois après plusieurs années d'évolution. De plus, le malade lui-même hésite parfois très longtemps avant de consulter en raison de la nature mentale de ces symptômes, d'où le retard au diagnostic positif.
Un événement stressant peut être retrouvé, dans près de la moitié des cas, au cours de l'année précédant la première crise.

### Diagnostic différentiel
- dépression
- trouble déficitaire de l'attention
- syndrome de conversion
- hypersomnies idiopathiques : le diagnostic écarte obligatoirement la présence de la narcolepsie et de la cataplexie
- autres troubles du comportement : bizarrerie, paresse.

### Examens complémentaires

#### Examen du sommeil dans un laboratoire du sommeil
Le tracé EEG enregistré dans la narcolepsie présente des différences notables avec celui enregistré dans le sommeil physiologique.
Normalement lors de l'endormissement les ondes électriques du cerveau émises par les neurones du cortex changent de rythme et d'ampleur. Lors d'une nuit de sommeil le cerveau passe plusieurs fois par 4 phases différentes (les trois que nous allons décrire, plus de brefs et multiples moments de « microréveil »). Au moment de l'endormissement survient une phase de « sommeil lent léger » (ondes peu amples, de 3  à   7 Hz) accompagnée d'une relaxation musculaire progressive du corps, puis une phase de « sommeil lent profond » (0,5  à   2 Hz, ondes très amples) accompagnée d'une relaxation musculaire importante du corps, ce qui montre la profondeur de l'état de sommeil mental et physique. Le sommeil arrive en moyenne après 15 minutes de repos, durée nommée « latence à l'endormissement ». Environ 90 minutes plus tard, et très rarement avant 45 minutes, les ondes cérébrales entrent alors dans une activité plus rapide, quasi identique au sommeil lent léger (de 3  à   7 Hz), mais avec absence totale de tonus musculaire, une respiration irrégulière, des variations brusques de la pression artérielle, des mouvements rapides des yeux, et souvent une érection des zones érectiles : pénis chez l'homme, clitoris et mamelons chez la femme. Or malgré cette activité physique brusque et intense la personne dort profondément et le réveil est difficile. C'est le professeur Michel Jouvet qui a découvert cet état du sommeil appelé à juste titre « sommeil paradoxal ». C'est lors de cette période que se produisent le plus fréquemment des rêves.
L'ensemble de ces phases successives forme un cycle de sommeil. Il se produit plusieurs cycles de sommeil, de durées identiques mais de profondeurs décroissantes, lors d'une nuit de sommeil. La phase de sommeil paradoxal cependant, s'étend en durée à chaque fin de cycle, pouvant atteindre 15  à   20 minutes en fin de nuit.
Chez les patients atteint de narcolepsie la polysomnographie et le test itératif de latence à l'endormissement (TILE) montrent une latence moyenne d'endormissement de seulement 3  à   4 minutes (parfois encore moins), nettement inférieure à la latence d'endormissement normale de 15  à   20 minutes. Ils montrent également des passages immédiats en sommeil paradoxal, c’est-à-dire moins de 15 minutes après l'endormissement. Lors du test de polysomnographie et du test itératif de latence à l'endormissement au moins deux endormissements en sommeil paradoxal sont nécessaires pour établir un diagnostic de narcolepsie. Mais certains patients atteints de narcolepsie n'ont qu'un seul endormissement en sommeil paradoxal durant le test, voire aucun. Ce sont alors les autres caractéristiques du sommeil (ou la présence de cataplexies) qui vont permettre d'établir de façon formelle ce diagnostic. Par ailleurs, chez certains patients atteints de narcolepsie la durée cumulée de sommeil paradoxal lors d'un sommeil est beaucoup plus importante que chez la personne normale.

#### Ponction lombaire
Une ponction lombaire n'est pas nécessaire au diagnostic lors des formes typiques. Elle peut montrer un taux faible d'orexine.

## Causes
Elles sont mal comprises ; probablement multiples, et peut-être synergiques.
Le contrôle neuronal des états du sommeil normal (et donc les relations avec la narcolepsie) n'est que partiellement compris.

### Origines génétiques
La narcolepsie est parfois familiale ; cette constatation conduisit à émettre l'hypothèse de désordres génétiques héréditaires. Par ailleurs, il est devenu courant de dire que la narcolepsie, qui peut rester sous-jacente les premières années, apparaît soudain à un certain âge à l'occasion de contextes environnementaux particulièrement stressants, un événement lié à une forte émotion (dépression, deuil ou au contraire grande joie, naissance d'un enfant) pouvant devenir le déclencheur qui éveille la phase pathologique de la maladie.
En 2008, un gène lié à la narcolepsie a été trouvé, avec l'espoir de nouveaux traitements. La comparaison de l'ADN de sujets normaux et patients atteints de narcolepsie, pour le polymorphisme de 500 000 nucléotides simples (SNP, pour Single Nucleotide Polymorphism, variation de nucléotide entre les membres d'une espèce) a montré un fragment muté du chromosome 22 qui rend son porteur 1,8 fois plus vulnérable à la narcolepsie, via un dysfonctionnement du gène CPT1B perçu comme étant impliqué dans le sommeil. Un modèle canin existe (pour deux formes : sporadique et héréditaire). Il évoque une mutation du récepteur à l'hypocrétine. En 2022, le Français Emmanuel Mignot et le Japonais Masashi Yanagisawa sont récompensés par le prix américain Breakthrough Prize pour leurs recherches ayant mené à ces conclusions.

### Liens avec l'immunité, et narcolepsies post-vaccination
Grâce au repérage de six cas chez des adolescents de 12  à   16 ans, signalés par des médecins, l'Agence suédoise des produits médicaux a conduit en 2010 une enquête sur l'éventuelle capacité d'un vaccin anti-grippe A/H1N1, (le Pandemrix) à provoquer ou exacerber une narcolepsie. Le rapport direct entre la vaccination au Pandemrix et l'apparition de la narcolepsie chez les individus de moins de 30 ans a été confirmé par l'Agence suédoise le 26 mars 2013. L'Institut finlandais pour la santé (THL) étudie aussi cette possibilité à la suite d'une augmentation de cas de narcolepsies au printemps 2010, également chez les enfants.
- En Europe, une actualisation européenne (juin 2012) des données de pharmacovigilance sur les effets indésirables du Pandemrix (vaccin qui n'est plus commercialisé depuis la fin de la pandémie), a conclu à la confirmation de 450 cas de narcolepsie post-vaccination A (H1N1) pour toute l'Europe[3]. En 2013, les conclusions de plusieurs études concluaient à un risque augmenté de narcolepsie « chez l’enfant, l’adolescent et l’adulte jeune »[16].
- En France, une pharmacovigilance renforcée a permis d'identifier 51 cas de narcolepsie (dont 38 associés à des épisodes cataplexiques[3] ; 47 cas pour 4 100 000 personnes vaccinées). Pour le Panenza 3 cas ont été repérés pour 1 600 000 vaccinés et un cas a été cité pour un vaccin grippal A/H1N1 dont le nom de spécialité n’a pas été identifié[3].
Dans tous ces cas, des tests d'enregistrement du sommeil ont confirmé une narcolepsie dont les premiers symptômes sont apparus entre 2 jours et 15 mois après la vaccination[3].
Les jeunes y sont plus vulnérables et il semble exister une « légère prédominance masculine » : sur ces 51 patients français victimes de narcolepsie post-vaccination, 22 avaient moins de 16 ans et plus et 28 étaient des adolescents de 8  à   15 ans. Seules huit des victimes (6 adultes et 2 adolescents) présentaient des facteurs de risques identifiés (antécédents médicaux et/ou familiaux de narcolepsie)[3]. Aucun mécanisme de cause à effet n'a été identifié, et des facteurs de risques génétiques et environnementaux ne peuvent à ce jour être exclus)[3].
L'ANSM a lancé une étude cas-témoin dite étude « NarcoFlu-VF », faite par l'Inserm et associée à l'étude VAESCO, qui a confirmé un risque de narcolepsie augmenté chez les personnes vaccinées (par rapport aux non vaccinées) en Suède et Finlande, mais non au Danemark, en France, en Italie, en Norvège, aux Pays-Bas et au Royaume-Uni (selon les données disponibles)[3]. En 2013 (septembre) l'ANSM cite 61 cas de narcolepsie (56 chez des patients vaccinées par le Pandemrix et trois chez des patients vaccinés par le Panenza de Sanofi, vaccin pour nourrissons, femmes enceintes et patients immunodéprimés. Dans deux autres cas la marque du vaccin n'a pas pu être retrouvée)[16].

## Mécanismes biologiques
Les changements dans le système locomoteur et le système proprioceptif impliqueraient l'acétylcholine.
L'orexine (ou hypocrétine) est une protéine du cerveau, découverte en 1998 simultanément par deux équipes, l'une japonaise et l'autre américaine. La présence de cette protéine créée dans l'hypothalamus est fortement diminuée chez un grand nombre de patients atteints de narcolepsie au point de devenir indétectable dans les analyses biologiques du liquide cérébrospinal de certains d'entre eux. Ce taux bas est parfois retrouvé dans d'autres maladies comme lors du syndrome de Guillain-Barré. Ce dosage n'est cependant pas utile pour le diagnostic en cas de présentation typique de la maladie.
Environ 80 % des patients atteints de narcolepsie sont porteurs de deux formes d'haplotypes du système HLA. La fréquence de ces formes varie suivant le type ethnique (DR2 - DQw1 chez les Européens) et n'implique nullement une narcolepsie active sur le plan clinique. De même, il existe des patients atteints de narcolepsie non porteurs de ces formes.
Des recherches sont actuellement en cours sur une possible origine de la narcolepsie et des hypersomnies liée à un défaut de production d'histamine.
L'hypothèse d'une pathologie auto-immune s'attaquant aux neurones produisant l'orexine se précise. La maladie intervient souvent chez les porteurs de l'allèle HLA-DBQ1*06:02 (tout en restant rare chez ces porteurs). Cet allèle code une protéine présentatrice d'antigène aux lymphocytes T. Cependant le mode d'action précis reste inconnu (les lymphocytes T n'accédant pas au liquide cérébrospinal).
La narcolepsie peut être associée avec des lésions de l'amygdale cérébrale.

## Traitements

### Médicamenteux
Les traitements existants à ce jour visent seulement l'apaisement des symptômes et non la cause.
Contre le symptôme de l'hypersomnolence, les traitements actuels sont des molécules éveillantes comme le modafinil ou stimulantes comme le méthylphénidate ou la méthamphétamine. Le modafinil permet de rester éveillé plus facilement sans inefficacité musculaire liée à la cataplexie. Il prévient la somnolence en stimulant certaines parties du cerveau. Certains effets indésirables sont toutefois notables : maux d'estomac, nausée, céphalées. L’évaluation menée par l’Agence européenne du médicament a conclu que le rapport bénéfice/risque du modafinil n'était plus favorable dans certains cas comme l'hypersomnie idiopathique et la somnolence diurne excessive résiduelle. Cependant, le rapport bénéfice-risque du modafinil a été considéré comme positif chez les patients atteints de narcolepsie. Par conséquent, la prescription initiale de modafinil est, en France, désormais uniquement réservée aux spécialistes en neurologie et/ou aux services spécialisés en neurologie et aux médecins exerçant dans les centres du sommeil, et doit être renouvelée de façon annuelle.
Contre le symptôme de la cataplexie, ce sont essentiellement des molécules ayant un rôle inhibiteur de la recapture de la noradrénaline et/ou de la sérotonine et/ou de la dopamine. Donc, des médicaments connus par ailleurs pour leur rôle antidépresseur (clomipramine, imipramine ou protriptyline, venlafaxine).
Par ailleurs, pour traiter la cataplexie ainsi que l'hypersomnolence, un traitement à base d'oxybate de sodium améliorant le sommeil nocturne, peut être employé. L'oxybate de sodium, qui est le sel sodique de l'acide gamma-hydroxybutyrique (GHB) (Gamma-OH), et qui est commercialisé sous le nom de Xyrem, est disponible y compris en France, exclusivement dans le cadre d'une autorisation temporaire d'utilisation (ATU) et sous surveillance hospitalière. Ce médicament sous sa forme actuelle a reçu son autorisation de mise sur le marché (AMM) (no 370 235-2) le 13 octobre 2005 avec inscription sur la liste des stupéfiants, et sa commercialisation a débuté en France le 12 octobre 2006 dans un cadre très surveillé et très strict, ne pouvant être initié et suivi que par un neurologue spécialiste exerçant dans un centre des troubles du sommeil, à l'exclusion de tout autre. Son renouvellement tous les 28 jours peut en revanche être assuré par un généraliste pour une durée limitée entre deux consultations du spécialiste du sommeil. Hors du traitement de la narcolepsie et de la cataplexie il ne peut être utilisé en France que comme anesthésiant par les hôpitaux. Cette molécule, dont l'utilisation quotidienne est contraignante (une première prise au coucher au moins trois heures après le dîner, une seconde prise 4 heures plus tard dans la nuit) améliore la qualité du sommeil nocturne, et son spectre d'action se concentre essentiellement dans le traitement de la cataplexie. Mais cette molécule, découverte dans les années 1920 et utilisée dans les années 1960 lors des recherches du Pr Henri Laborit sur le GABA est aussi une drogue à fort pouvoir addictif, appelée la « drogue des violeurs », utilisée par certains délinquants sexuels, car elle entraîne une euphorie de leur victime avec consentement inconscient à l'acte sexuel, suivi de la perte de mémoire des faits récents d'autant plus importante que cette molécule est connue pour entraîner un phénomène d'amnésie antérograde. Seule la dose administrée de la molécule active fait la différence entre ces deux utilisations, thérapeutique ou illégale. Son utilisation, même normale dans le cadre thérapeutique, est donc dangereuse en cas de maîtrise insuffisante par le patient et nécessite une surveillance importante. Le mésusage bien connu de cette molécule est même la première information fournie explicitement au tout début de la notice et du RCP (Résumé des Caractéristiques du Produit). À noter que le Xyrem est conditionné en liquide avec un excipient lui aussi salé (de l'hydroxyde de sodium) pour un ajustement du pH de la solution mais aussi pour être plus difficilement utilisable de façon délictueuse sur une victime, le sel étant facilement détecté par la langue lorsqu'il est inclus même à faible dose dans une boisson. Mais, même avec cet excipient très salé (la quantité d'hydroxyde de sodium est délibérément importante dans le cas du Xyrem) le risque de mésusage délictueux avec levée des inhibitions sur une victime n'est pas totalement exclu. Pour cette raison que représente le risque d'abus et d'usage détourné la mise du Xyrem sur la liste des médicaments faisant l'objet d'un plan de gestion des risques applique directement l'article 6.2.7 de la Recommandation 1777 (2007) de l'Assemblée parlementaire du Conseil de l'Europe. Mais c'est aussi pour des raisons liées à un manque de recul encore considérable dans les effets secondaires dont certains sont déjà avérés et importants donc cités dans le RCP (dépressions respiratoires (dont plusieurs cas mettant en jeu le pronostic vital ayant nécessité intubations et ventilations artificielles), bradycardies (dont un cas a nécessité l'injection intraveineuse d'atropine), effets neuropsychiatriques très variés, potentialisation importante des effets dépresseurs centraux en association avec l'alcool, retentissement majeur sur la conduite de véhicules et sur la vigilance diurne essentiellement le matin (réveils parfois très difficiles et très longs), risques de surdosage dont un cas rapporté de coma profond) que le Xyrem est entré le 31 mars 2008 dans la liste des médicaments faisant l'objet d'un plan de gestion des risques par l'Agence nationale de sécurité du médicament (ANSM), et en fait toujours partie aujourd'hui en juin 2013. Le RCP du Xyrem, dont la version en vigueur est en permanence disponible en ligne sur le site web de l'ANSM, fournit aussi de nombreuses indications très détaillées sur les études préalables qui ont été faites avant son AMM, les panels de tests, les caractéristiques thérapeutiques, les propriétés pharmacodynamiques et pharmacocinétiques et les nombreux risques déjà identifiés ou restant à qualifier et quantifier encore à ce jour.
D'autres médicaments visant les propriétés du système immunitaire sont à l'étude.
Une éducation thérapeutique peut et doit être mise en place pour les patients qui le souhaitent.
L’éducation thérapeutique du patient est très importante car la narcolepsie est une maladie chronique. Le patient doit être pris en charge par une équipe pluridisciplinaire (médicale, sociale, psychosociale) qui l’aide dans sa médication. Elle doit l’aider à rendre son quotidien plus confortable et ainsi garder ou acquérir une qualité de vie acceptable.

#### Automédication
Les narcoleptiques non diagnostiqués ont tendance a s'automédiquer, avec des produits caféinés notamment, mais aussi avec de la nicotine (principalement dans le tabac, tandis que les cachets sont moins dangereux) mais aussi avec d'autres médicaments et compléments alimentaires contenant de la caféine, de la pseudoéphédrine, de la sulbutiamine, des vitamines (efficacité non prouvée ou légère pour certaines) ou des plantes. Cela n'est pas spécialement dangereux si fait sans excès (sauf éventuellement pour la pseudoéphédrine) mais la pseudoéphédrine et la caféine créant une accoutumance (10 jours pour la pseudoéphédrine, 6 semaines pour la caféine) cela peut conduire à augmenter les doses ou à en prendre inutilement.

#### Médicaments de dernière génération
Il existe aujourd'hui de meilleurs médicaments éveillants (eugéroïques) tels que le Modafinil, l'Armodafinil, l'Adrafinil ou le Pitolisant, qui ont plusieurs avantages pour le traitement de la narcolepsie, notamment l'absence d'accoutumance (l'effet se maintient sur le très long terme) et, pour le pitolisant, une réduction (-62%) voire une absence de cataplexie, ce qui fait qu'il est moins, voire n'est pas nécessaire de prendre d'autres médicaments à côté (oxybate de sodium, antidépresseurs). Cette molécule est un peu moins efficace que le modafinil mais sensiblement mieux toléré, avec une action conservée sur le long terme.
Ils sont souvent utilisés en première intention, puis viennent l'utilisation du méthylphénidate, et enfin des amphétamines comme l'Adderall.

### Non médicamenteux
Aucun des traitements de la narcolepsie n'a d'action sur les causes de la maladie. Tous ces traitements actuellement connus ont seulement pour rôle de soulager les symptômes de cette maladie extrêmement complexe. Dans de nombreux cas, des siestes organisées peuvent réduire la nécessité du traitement ou améliorer son efficacité. Dans tous les cas, la pratique des siestes qui ne doivent pas dépasser 20 minutes ou des « sommeils flash » est recommandée. Leur pratique n'est pas immédiate et demande un certain entraînement et une certaine persévérance pour devenir efficace. Mais pour certains malades, la pratique de ces siestes est insuffisante et la maladie reste lourdement handicapante.

#### Recherche
Pour ce qui est de la médication eugéroïque, le TAK-925 est a l'étude. Il agirait en tant qu'agoniste des récepteurs a l'hypocrétine (orexine) plus précisément aux récepteurs OXR2. Une prise par inhalation serait aussi en développement.

### Films
- Noob (série): Ivy, un des personnages principaux est atteint de narcolepsie
- Monsieur Marcel, chanson de Renan Luce qui parle d'un fossoyeur narcoleptique.
- My Own Private Idaho (1991), film de Gus Van Sant dont le personnage principal est atteint de narcolepsie
- Narco (2004), film de Tristan Aurouet et Gilles Lellouche relatant sur le ton de la comédie un moment de la vie d'un patient atteint de narcolepsie
- Mascarades (2008), film de Lyes Salem où la sœur du héros est atteinte de narcolepsie
- Trois filles en cavale, de Didier Albert, Vicky (Mimie Mathy) souffre de narcolepsie lorsqu'elle prononce le nom de son « futur-ex mari » nommé Thierry. Il a fallu qu'on la réveille, mais elle ne souvient pas qu'elle s'était endormie.
- Little Busters, visual novel, adapté en manga et anime, le personnage principal Riki Naoe est atteint de narcolepsie
- Rever (livre) de Franck Thilliez, le personnage principal, Abigaël Durnan souffre de narcolepsie sévère